# 忍路環状列石
座標: 北緯43度11分58.6秒 東経140度52分29.5秒 / 北緯43.199611度 東経140.874861度

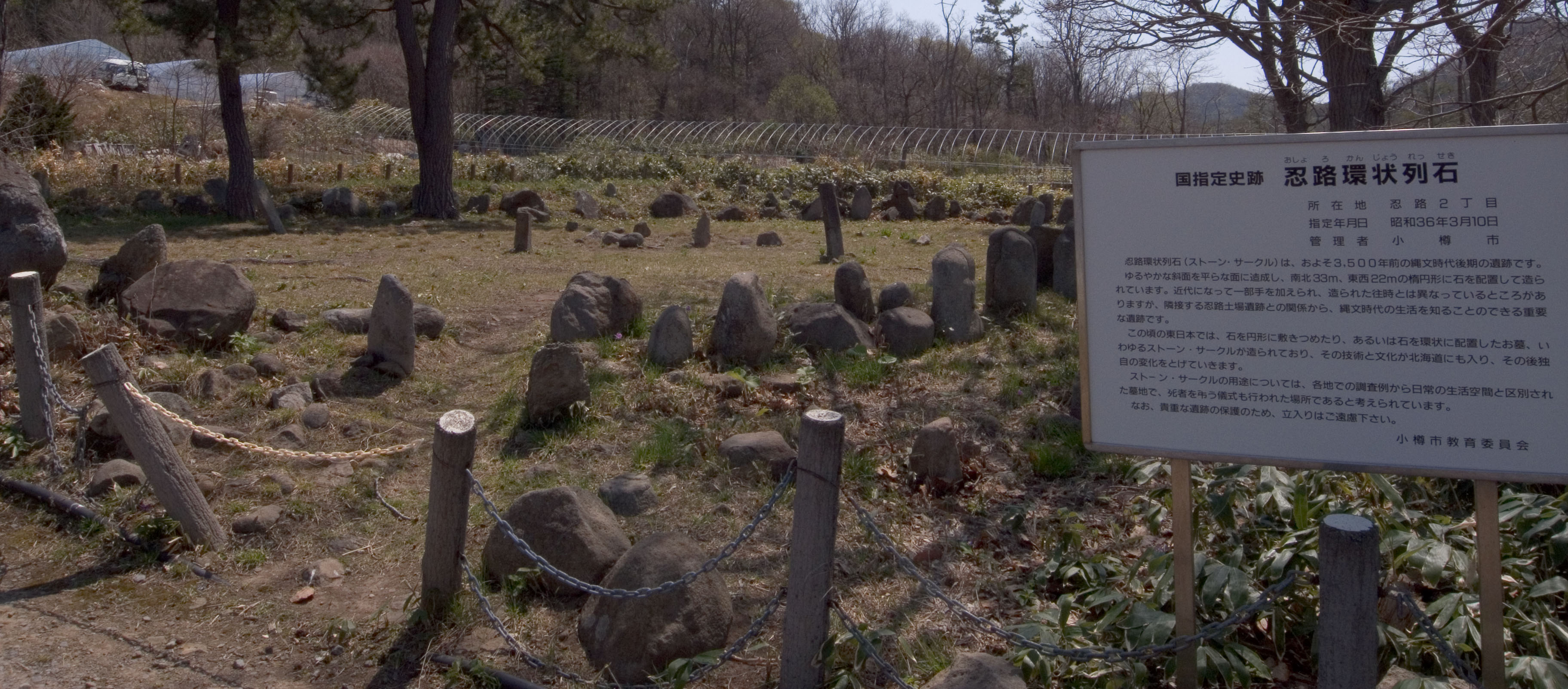
忍路環状列石

忍路環状列石（おしょろかんじょうれっせき）は、北海道小樽市忍路にある環状列石（ストーンサークル）の遺跡である。日本の考古学史上初めて学会に報告されたストーンサークルである。1961年（昭和36年）3月10日に国の史跡に指定された。三笠山ストーンサークル、忍路環状石籬（おしょろかんじょうせきり）とも呼ばれる。

## 概要
北海道小樽市から余市町にかけては80基以上のストーンサークルが確認されているが、その中でも忍路環状列石は最大のものである。遺跡は三笠山という小高い山の山麓の、標高20メートルの河岸段丘上に位置する。遺跡の広さは南北約33メートル、東西約22メートルで、楕円形をしている。外側に2メートルから3メートルの幅で大きさ10センチから20センチの石が環状に置かれ、その内側に高さ1メートルから2メートルの大石が配置されている。約3500年前の縄文時代後期のものと推定されている。
忍路環状列石は1861年（文久元年）に発見された。1880年代に札幌農学校の第一期生である田内捨六によって発掘調査が行われ、その結果を1886年（明治19年）に渡瀬荘三郎が大西洋岸で発見されているストーン・サークルにちなんで環状石離（かんじょうせきり）と命名して「北海道後志國は存する環状石籬の遺跡」という題名で『人類学会報告』第1巻2号に報告した。その後、配石の一部が持ち出されたり、1922年（大正11年）に皇太子裕仁親王（後の昭和天皇）の行啓に備えて修復されたりしたため、現状は必ずしも造られた当時とは一致しないようである。
忍路環状列石が造られた目的としては、区画墓と呼ばれる集団墓地だったという説が有力である。区画墓とは、墓地の周囲を石などで囲み、生活の場と儀式の場とを区別したものである。
このような東日本の縄文時代後期の環状列石遺跡は、縄文時代中期に最も隆盛した環状集落を起源とし、その中央広場にあった墓群に配石遺構が伴うようになりモニュメントとして発達して成立したと考えられている。
忍路環状列石の北側に忍路土場遺跡が隣接するが、ここから発掘された巨大木柱は、環状列石とも関連する祭祀的な道具だったのではないかと推定されている。